# Bellon
Bellon es una comuna francesa situada en el departamento de Charente, en la región de Nueva Aquitania.

## Demografía
| 205 | 176 | 157 | 179 | 156 | 152 | 141 |
| Para los censos de 1962 a 1999 la población legal corresponde a la población sin duplicidades (Fuente: INSEE [Consultar]) |     |     |     |     |     |     |